# Mount Macdonald
Der Mount Macdonald ist ein Berg in den Selkirk Mountains im Süden der kanadischen Provinz British Columbia. Der 2883 m hohe Berg befindet sich unmittelbar östlich des Rogers Passes im Glacier-Nationalpark. Der ursprüngliche Name des Berges lautete Mount Carroll, wurde dann aber zu Ehren John Macdonalds, des ersten kanadischen Premierministers, geändert.
Der Berg ist bekannt für zwei Tunnels der transkontinentalen Eisenbahnstrecke der Canadian Pacific Railway, den 8,1 Kilometer langen Connaught-Tunnel und den 14,7 Kilometer langen Mount-Macdonald-Tunnel – zweitlängster Eisenbahntunnel des amerikanischen Kontinents.
An der 1700 Meter hohen Nordseite des Berges, an dessen Fuß der Trans-Canada Highway liegt, werden regelmäßig Lawinenabgänge in den Wintermonaten verzeichnet, die eine der Hauptstraßenverbindungen Kanadas blockieren.
Die Erstbesteigung erfolgte 1886 durch DO Lewis und mehrere Mitarbeiter der Eisenbahngesellschaft.